# Château Volterra
Pour les articles homonymes, voir Volterra.
Château Volterra est un domaine viticole français, situé à Ramatuelle (Var).
Ce domaine de six hectares bénéficie de l'appellation d'origine contrôlée Côtes-de-provence.

## Le vignoble

### Les vignobles
Aujourd'hui le vignoble compte 6 hectares de vignes divisé en deux petites parcelles de terrain situées sur le plateau du Cap Camarat et offrent une très belle vue sur la Méditerranée, située à 100 mètres en contrebas. Le sol est composé d'un agrégat de sable, d'argile et de pierre. Il est donc très riche en fer et autres minéraux.
Il existe des vignes au château Volterra depuis presque un siècle. À la fin des années 1990, ces vignes étaient à l'état d'abandon. En 1999, toute la grande majorité du vignoble a été replantée avec des cépages locaux ainsi que deux autres à titre expérimental sur un demi hectare chacun. Grenache, Syrah, Mourvèdre, Cabernet Sauvignon et Merlot pour les vins rouges et rosés ; Chardonnay, Vermentino pour le vin blanc.
Le Château Volterra bénéficie du climat maritime, c'est pour cela que pendant la période de maturation les raisins sont caressés par la lumière réfléchissante de la mer. Le matin, la bruine est balayée par les vents doux de la mer, procurant un effet rafraîchissant au cours des journées d'été les plus chaudes.
Chaque vigne est entretenue à la main et les mauvaises herbes sont sarclées. Les vignes sont taillées manuellement afin de réduire le nombre de bourgeons et l'excès de grappes est vendangé avant maturité s'il est estimé trop abondant sur la vigne, ce qui améliore la qualité du fruit.

### La cave
La cave, bâtiment aux murs épais qui date du début du XXe siècle, est située sur le vignoble à quelques pas du château. Structure à deux étages construite sur une pente, ses qualités architecturales lui procurent plusieurs avantages pour l'élaboration des vins : l'isolation thermique et transfert de raisins, moût ou vin peut être fait par gravité.
Les raisins récoltés atteignent l'entrée du deuxième étage où ils sont triés manuellement avant d'être acheminés par gravité dans les cuves ou le pressoir situés à l'étage inférieur. Les cuves et le pressoir sont tous les deux légèrement surélevés pour permettre au vin de s'écouler directement dans les barriques qui se situent dans la cave, sans besoin de pompes. Les murs de pierre confèrent à la cave, presque entièrement enterrée, une température fraîche et constante ; grâce à l'inclinaison du terrain il est possible d'accéder directement aux deux étages.
En 2000, la cave a été complètement rénovée et équipée à nouveau avec tout le matériel nécessaire à la production du meilleur vin. Les vieilles cuves en béton ont été remplacées par de nouvelles cuves de chêne français à grain fin fabriquées à la main. Chacune des cuves est équipée d'un serpentin de contrôle de température afin de garder le vin à la température exacte nécessaire aux diverses étapes du procédé de fermentation. L'ancienne presse à vis à cage ouverte manuelle a été remplacée par un pressoir pneumatique moderne. Le vin est vieilli dans des fûts de chêne français à grain fin et deux systèmes de contrôle de la température ont été installés, le premier pour la cave de barriques et le second pour la cave de vieillissement des bouteilles de vin. Aussi, un nouveau laboratoire a été construit afin de surveiller le progrès du vin au cours du long processus de vinification.

## Le Château

### Histoire
La construction du château, commencée en 1896, s'est achevée vers 1908. Une dame de l'aristocratie anglaise l'a fait construire, probablement pour garder au calme son fils alcoolique. L'histoire de sa construction est bien documentée. Les pierres qui ont servi à la construction des murs, et qui se trouvent aussi dans le jardin en terrasse de style italien, proviennent du cap du Dramont, dans l'Estérel. Elles ont été transportées jusqu'à la propriété par des tartanes tropéziennes pour ensuite être acheminées par convois de mules le long de la côte escarpée, jusqu'au site.
En 1926, la propriété fut achetée par Léon Volterra, imprésario parisien et personnage plus grand que nature, pour l'offrir à sa jeune épouse comédienne, Simone Volterra.
M. Volterra était propriétaire de quatre salles de théâtre à Paris: le Casino de Paris, le Théâtre de Paris, le Théâtre Marigny et le Lido. Aussi, il fut responsable des carrières des jeunes étoiles Mistinguett et Maurice Chevalier, mit en scène Les Folies Bergères, créa le jardin d'attractions de la Porte Maillot et fut propriétaire d'une écurie de chevaux de course.
Élu maire de Saint-Tropez en 1936, Volterra avait peu de temps pour s'occuper de ses fonctions officielles et laissa donc tout ce travail dans les mains de Simone, son épouse. Elle devint populaire dans la région, soutint sans relâche la vie culturelle et accueillit un nombre impressionnant de manifestations. À l'époque de gloire du château Volterra – pendant les années 1930 et 1940 – de nombreuses vedettes passèrent par ses portes, dont Raimu, Joséphine Baker, Colette, Jean Cocteau et bon nombre d'autres acteurs et artistes, plusieurs d'entre eux s'installant en semi-résidence. Le château accueillit aussi un grand nombre de danseuses. Pendant les années de la guerre, plusieurs figures distinguées de la Résistance y passèrent aussi.
Après la guerre, le mariage des Volterra se termine mais Simone demeure au château et vend des parcelles de terre afin de joindre les deux bouts. Elle continue à accueillir des acteurs, des artistes et des écrivains et chaque année, à Noël, elle ouvre les portes du château à tous les habitants de Ramatuelle. Des années plus tard, elle devint une grande enthousiaste du festival de théâtre en plein air organisé par le village. Avant son décès en 1989, elle assistait à chaque spectacle, occupant un fauteuil à la première rangée et réprimandant souvent les acteurs s'ils ne parlaient pas assez fort pour qu'elle puisse les entendre malgré ses problèmes d'ouïe.
Après la mort de Simone, le château connut moins d'activité. Abandonné pendant 10 ans, il servit de décor pour le téléroman le plus populaire en France, Les cœurs brûlés, ainsi que pour le film La Vieille qui marchait dans la mer, mettant en vedette Jeanne Moreau. Avec le temps, les bâtiments se sont détériorés, le mobilier a disparu et les jardins et vignobles ont repris leur état naturel.
En 1999, le château fut acheté par un groupe d'investisseurs canadiens sous la direction de Josef Schengili. Le château a été restauré, les vignes ont été replantées et la cave rénovée et équipée.

### Le château aujourd’hui
Perché sur le cap Camarat, le château Volterra surplombe la mer Méditerranée, sur la côte sud-est de la presqu'île de Saint-Tropez. Situé à une altitude de 100 mètres, le château jouit de vues imprenables sur trois côtés et, à l'est, il jette son regard sur son terroir viticole. Bien qu'il soit situé à une courte distance en voiture du village de Ramatuelle, le château, avec ses vastes terrains et son front de mer rocheux, offre solitude et tranquillité.
Construit entre 1906 et 1912, le Château Volterra a été conçu dans le style élégant et solide d'une villa toscane. Ses colonnes en pierre de couleur de terre cuite sont couronnées de toits en tuiles légèrement inclinés et une loggia voûtée centrale en retrait de jardins en terrasse sert à voiler l'ampleur de sa façade.
En 1999 le château a été acquis par un groupe d'investisseurs canadiens qui a été séduit par ses merveilleuses vues, les grandes dimensions de ses pièces et la richesse de ses jardins et terroirs. L'intérieur du château a été conçu de façon à transformer les grandes pièces et les vastes corridors en salles élégantes et conviviales, tout en respectant l'esprit original du bâtiment.

### Le jardin méditerranéen
Les jardins du château Volterra ont été élaborés pour créer une transition graduelle et cohérente entre la façade linéaire de pierre du bâtiment et l'enlacement de broussailles méditerranéennes odorantes qui recouvrent tout naturellement le versant.
À l’entrée principale du château se trouve une fontaine qui occupe le point central d'un jardin formel doté de haies taillées de lavande et romarin, version méditerranéenne d'un jardin de nœuds à l'italienne. Un jardin de roses, qui fleurit du printemps au mois d'octobre, s'étend un peu plus loin. Comme de géants parasols et arrangés en forme d'allées entre les vignes, se dressent des majestueux pins pigniers, répandus dans cette région.
Faisant face à la mer, une série de terrasses cascadent le long de la colline. Au sommet se trouvent des patios munis de garde-corps et la loggia centrale, tous équipés pour servir comme salle à manger, et dont l'accès se fait à travers les énormes ouvertures émaillées des salons du château. À partir d'ici, un petit escalier mène aux terrasses munies d'arrangements de buissons de romarins en forme de boules et flanquées par des lits de roses. Le sentier est ponctué de cyprès d'un vert foncé qui se tiennent en ligne tels des soldats. Des oliviers et des arbres liège délimitent les jardins et marquent le début des terrains sauvages de la propriété.
Un chemin mène du château jusqu’au bord de l'eau, creusé dans le versant il y a cent ans pour servir comme sentier muletier pour le charriage de matériaux nécessaires à la construction du château. Des mimosas jaunes se baignent au soleil entre les chênes et les arbres liège, offrant un ombrage à un sous-bois de romarins et de thyms et, en début printemps, d’asperge sauvage. À la fin du chemin, un vieil escalier en pierres mène à un petit havre naturel muni d’une remise à bateaux.

## Lieu de tournage
Le château a été utilisé plusieurs fois dans les années 1990 comme lieu de tournage, que ce soit dans la saga Les Cœurs brûlés et sa suite Les Yeux d'Hélène, dans la série Sous le soleil ou encore pour le film 
La Vieille qui marchait dans la mer de Laurent Heynemann avec Jeanne Moreau et Michel Serrault. Il apparaît également dans le film Villa Caprice tourné en 2019.